# Třída Makassar
Třída Makassar je třída výsadkových lodí kategorie Amphibious Transport Dock indonéského námořnictva. Jedná se o vylepšenou verzi výsadkové lodě Dr. Soeharso (990). Plavidla jsou navržena pro provádění námořních výsadkových operací, humanitární mise či pomoc při živelních pohromách. Do roku 2023 bylo objednáno celkem patnáct jednotek této třídy. Sedm objednala Indonésie (z toho jsou tři nemocniční lodě), čtyři Filipíny, dvě Peru, jednu Myanmar a jednu Spojené arabské emiráty. Filipínská výsadková loď Tarlac je první válečnou lodí, kterou se Indonésii podařilo exportovat.

## Stavba

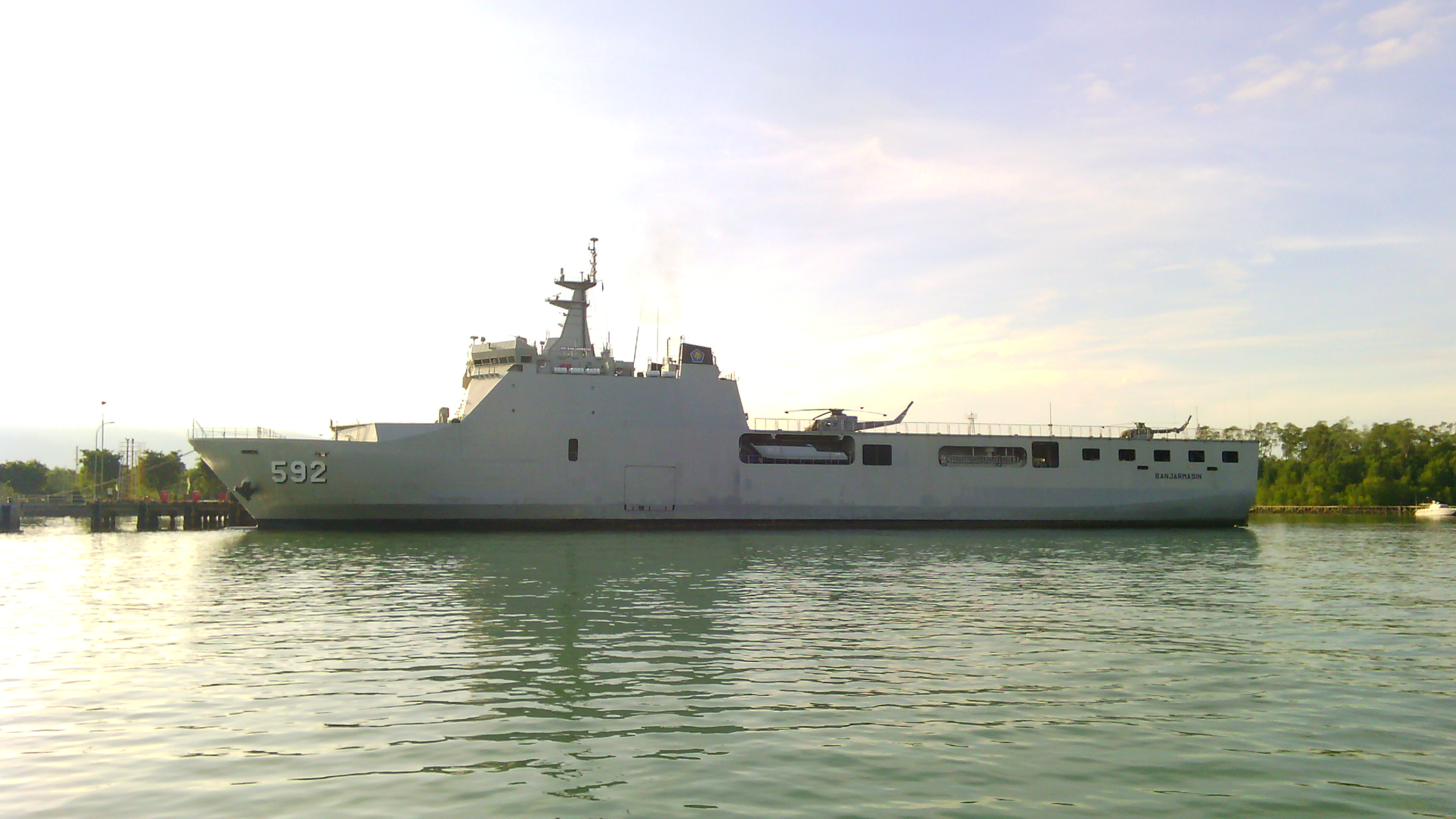
KRI Banjarmasin (592)

Plavidla navrhla jihokorejská loděnice Dae Sun Shipbuilding & Engineering (Dae Sun). Stejná společnost v Pusanu postavila i první pár lodí, přičemž druhý byl postaven s indonéskou pomocí domácí loděnicí PT PAL Indonesia (PT PAL) v Surabaji (druhý pár byl o 3 metry delší a má rozšířené vybavení velení). Dne 11. ledna 2017 objednána v pořadí pátá jednotka Semarang (594). Konstrukce Semarang je upravena pro plnění funkce nemocniční lodě.
Stavba první ze dvou jednotek, objednaných námořnictvem Filipín, byla loděnicí PT PAL zahájena v lednu 2015. Obě plavidla mají být dodána v letech 2016–2017. Roku 2022 filipínské námořnictvo objednalo třetí a čtvrtou jednotku.
Peruánská plavidla staví loděnice Servicios Industriales de la Marina (SIMA) v přístavu Callao.
V červenci 2019 byla v jihokorejské loděnici Dae Sun na vodu spuštěna výsadková loď UMS Moattama (1501) objednaná Myanmarem. Plavidlo bylo objednáno nejspíše v roce 2018, ale až do spuštění na vodu o něm veřejnost nevěděla. Námořnictvo služby přijaty v prosinec 2019.
V únoru 2023 byly SAE objednaly prostřednictvím Tawazun Council víceúčelovou loď 163 metrů třídy Makassar pro námořnictvo SAE od loděnicí PT PAL během veletrhu IDEX/NAVDEX 2023.
Jednotky třídy Makassar:
| Jméno                             | Uživatel  | Loděnice | Založení kýlu     | Spuštěna         | Vstup do služby    | Status                  |
| --------------------------------- | --------- | -------- | ----------------- | ---------------- | ------------------ | ----------------------- |
| Makassar (590)                    | Indonésie | Dae Sun  |                   | 7. prosince 2006 | 29. dubna 2007     | aktivní                 |
| Surabaya (591)                    | Indonésie | Dae Sun  | 7. prosince 2006  | 23. března 2007  | 1. srpna 2007      | aktivní                 |
| Banjarmasin (592)                 | Indonésie | PT PAL   | 19. října 2006    | 28. srpna 2008   | 28. listopadu 2009 | aktivní                 |
| Banda Aceh (593)                  | Indonésie | PT PAL   | 7. prosince 2007  | 19. března 2010  | 21. března 2011    | aktivní                 |
| Semarang (594)                    | Indonésie | PT PAL   | 28. srpna 2017    | 3. srpna 2018    | 21. ledna 2019     | nemocniční loď, aktivní |
| dr. Wahidin Sudirohusodo (991)    | Indonésie | PT PAL   | 14. října 2019    | 7. ledna 2021    | 14. ledna 2022     | nemocniční loď, aktivní |
| dr. Radjiman Wedyodiningrat (992) | Indonésie | PT PAL   | 10. září 2020     | 15. srpna 2022   | 19. ledna 2023     | nemocniční loď, aktivní |
| Pisco (AMP-156)                   | Peru      | SIMA     | 12. července 2013 | 25. dubna 2017   | 6. června 2018     | aktivní                 |
| Paita (AMP-157)                   | Peru      | SIMA     | 14. prosince 2017 | 9. prosince 2022 | 26. července 2025  | aktivní                 |
| Tarlac (LD-601)                   | Filipíny  | PT PAL   | 22. ledna 2015    | 18. ledna 2016   | 18. května 2016    | aktivní                 |
| Davao del Sur (LD-602)            | Filipíny  | PT PAL   | 18. ledna 2016    | 29. září 2016    | 31. května 2017    | aktivní                 |
| (LD-603)                          | Filipíny  | PT PAL   | 22. ledna 2024    |                  |                    | ve stavbě               |
|                                   | Filipíny  | PT PAL   | 29. května 2024   |                  |                    | ve stavbě               |
|                                   | SAE       | PT PAL   |                   |                  |                    | ve stavbě               |
| Moattama (1501)                   | Myanmar   | Dae Sun  |                   | červenec 2019    | 24. prosince 2019  | aktivní                 |

## Konstrukce

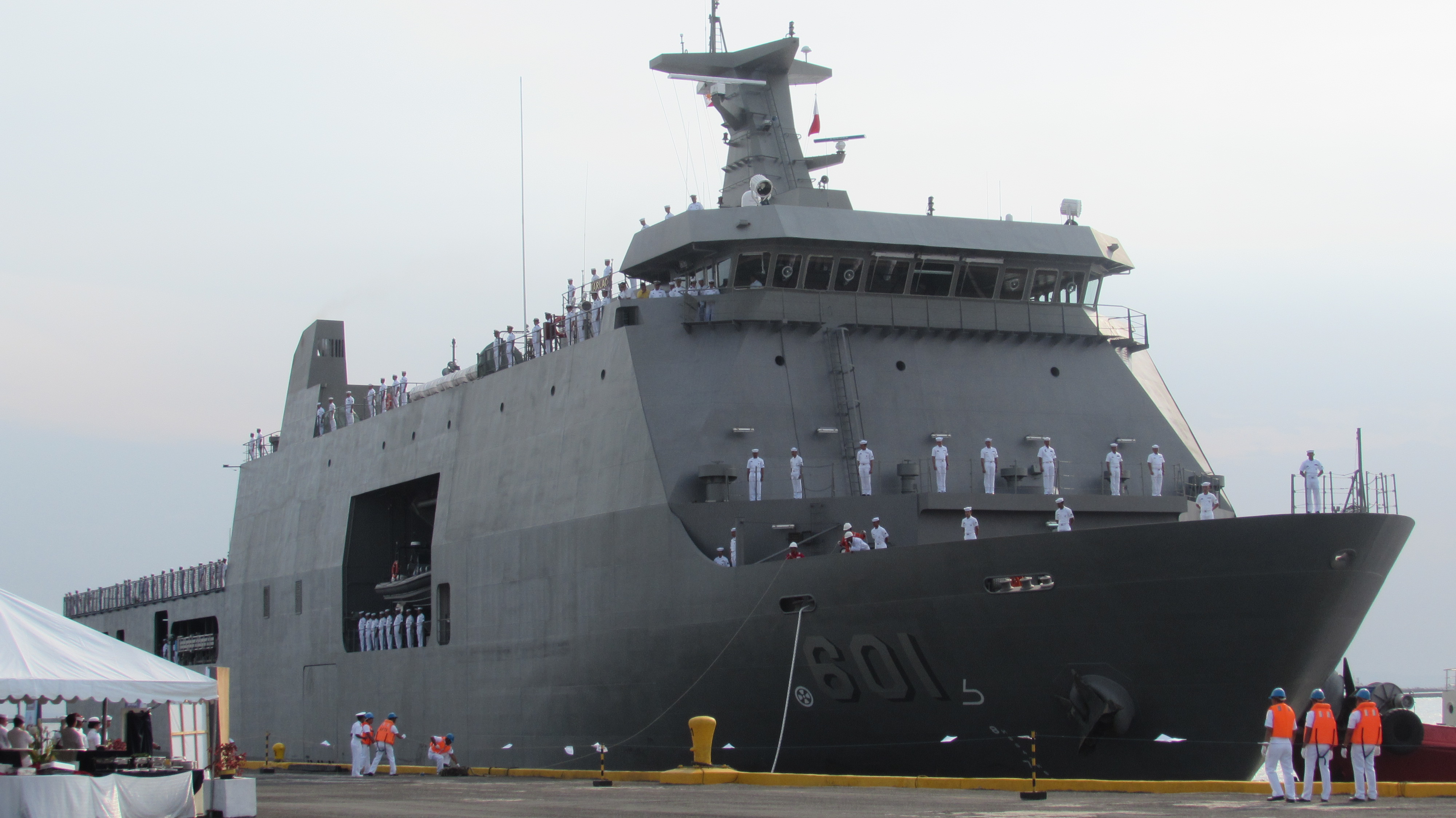
Tarlac (LD-601)

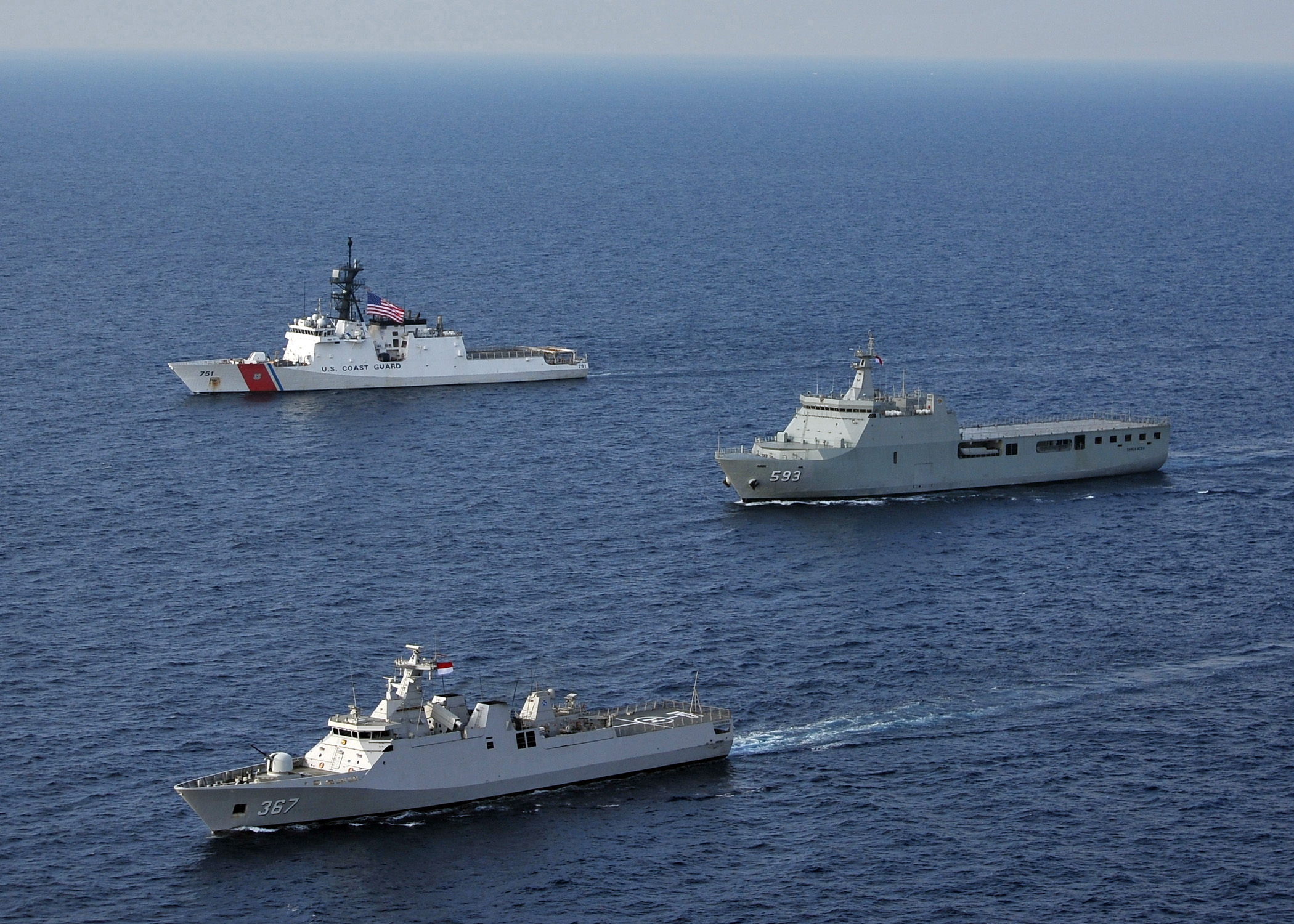
Indonéská korveta KRI Sultan Iskandar Muda a výsadková loď KRI Banda Aceh v doprovodu kutru americké pobřežní stráže USCGC Waesche

Plavidla jsou vybavena přistávací plochou pro vrtulníky na zádi a hangárem pro jejich uskladnění. První pár nese tři vrtulníky a druhý pět vrtulníků. Pro dopravu výsadku slouží rovněž vyloďovací čluny nakládané operující z palubního doku. Plavidlo unese 35 vozidel a 354 vojáků. K protivzdušné obraně slouží protiletadlové řízené střely velmi krátkého dosahu MBDA Mistral, vypouštěné ze dvou dvojitých odpalovacích zařízení Simbad. Střely mají dosah 5,3 km. Hlavňovou výzbroj tvoří jeden 40mm kanón Bofors a dva 20mm kanóny Oerlikon. Pohonný systém je koncepce CODAD tvořený dvěma diesely MAN B&W 8L28/32A. Nejvyšší rychlost dosahuje 15 uzlů.

## Uživatelé
Indonésie
- Indonéské námořnictvo

 Filipíny
- Filipínské námořnictvo

 Myanmar (Barma)
- Myanmarské námořnictvo

 Peru
- Peruánské námořnictvo